# Duguetia
Duguetia A. St.-Hil. – rodzaj roślin z rodziny flaszowcowatych (Annonaceae Juss.). Według The Plant List w obrębie tego rodzaju znajdują się 94 gatunki o nazwach zweryfikowanych i zaakceptowanych, podczas gdy kolejnych 8 taksonów ma status gatunków niepewnych (niezweryfikowanych). Rośliny z tego rodzaju występują naturalnie w klimacie równikowym obu Ameryk. Gatunkiem typowym jest D. lanceolata A.St.-Hil.

## Morfologia
PokrójZimozielone drzewa i krzewy.
LiścieNaprzemianległe, pojedyncze, całobrzegie. Gatunek D. sessilis ma podziemne kłącza z liśćmi w formie łusek oraz nadziemne pędy kwiatowe.
KwiatyPromieniste, obupłciowe, zazwyczaj są pojedyncze, rozwijają się w kątach pędów. Mają 3 działki kielicha zrośnięte u podstawy. Płatków jest 6, ułożonych w dwóch okółkach, są wolne, zagnieżdżone, prawie takie same. Kwiaty mają liczne, wolne pręciki. Zalążnia jest górna składająca się z licznych wolnych słupków zawierających po jednej komorze.
OwoceWykształcają się z rozrośniętego mięsistego dna kwiatowego tworząc owoc pozorny. Egzokarp jest zdrewniały.

## Systematyka

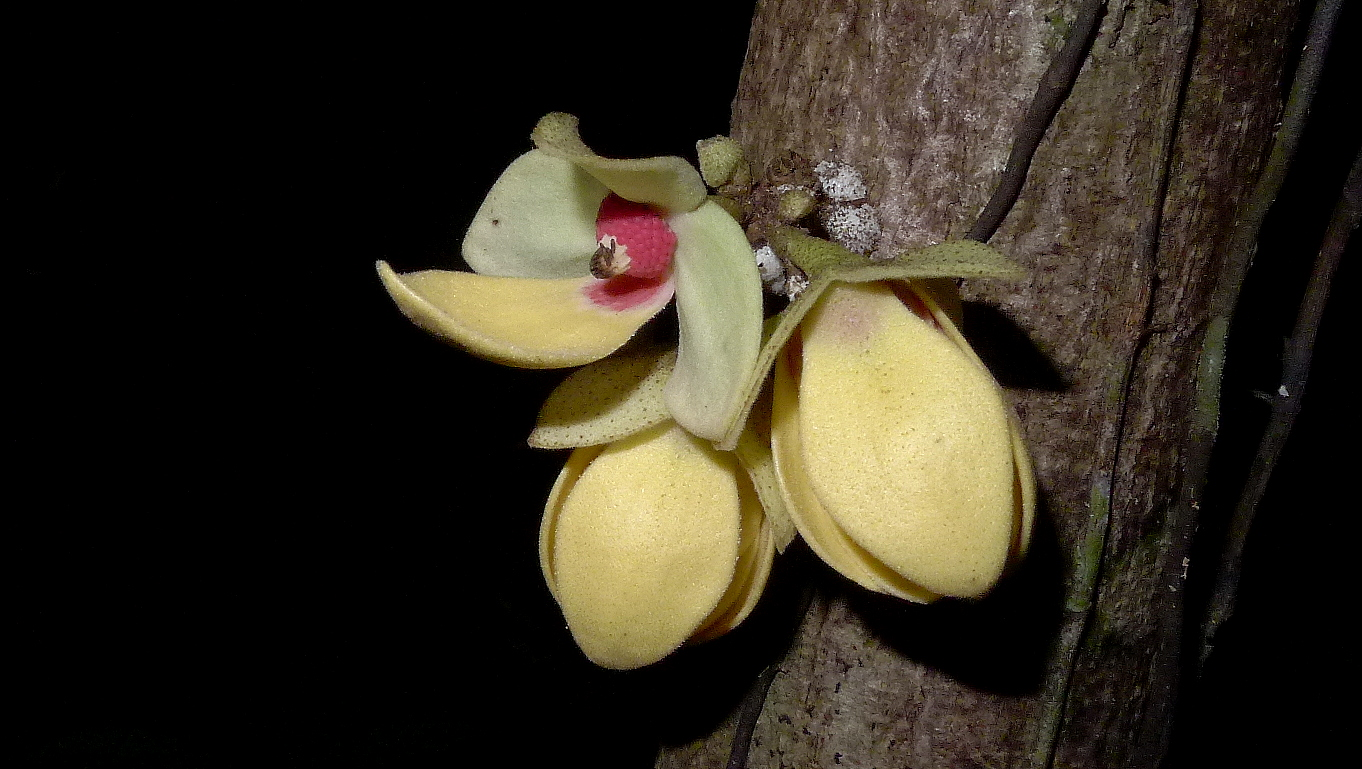
Kwiaty gatunku D. bahiensis

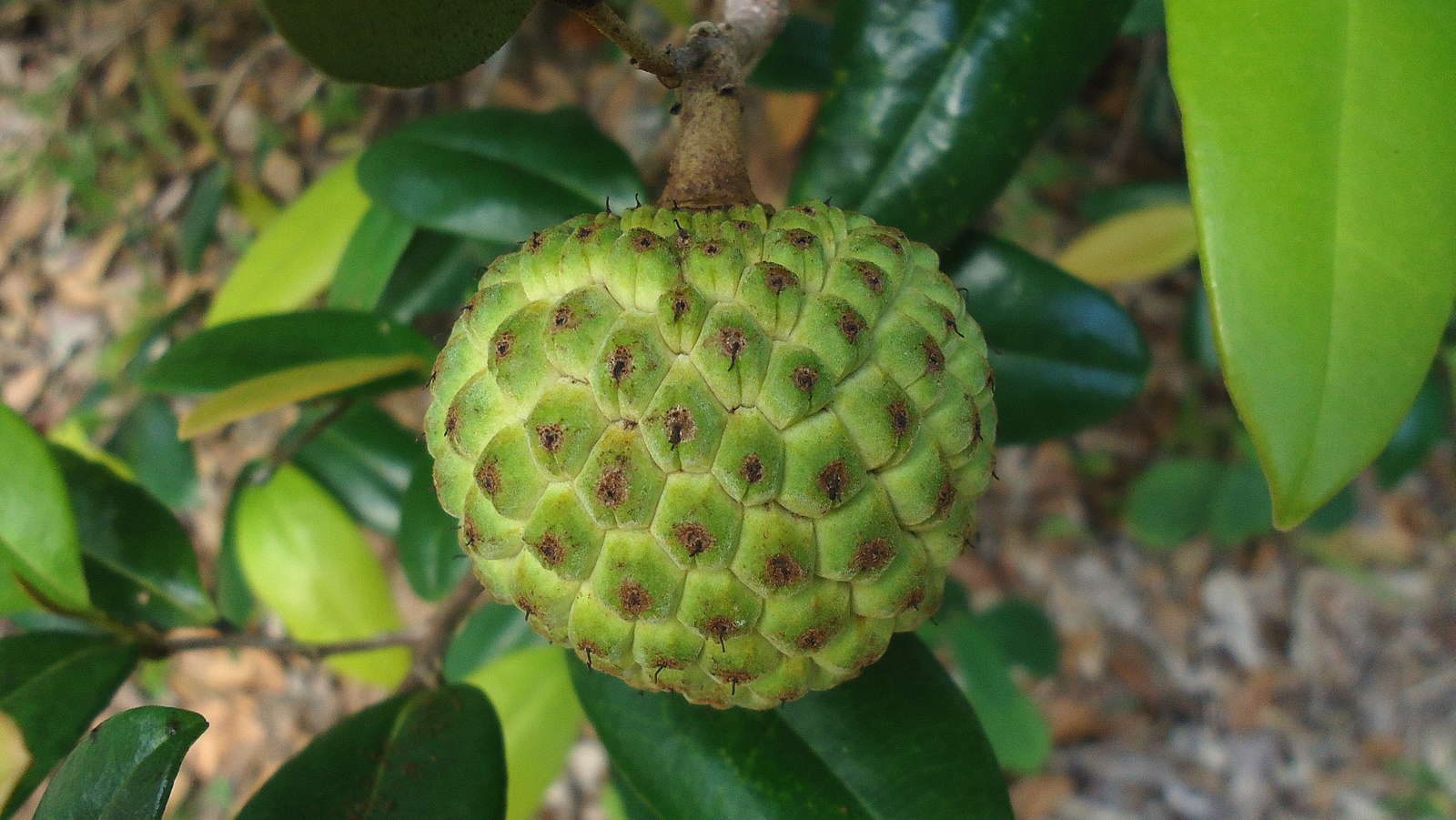
Owoc gatunku D. gardneriana

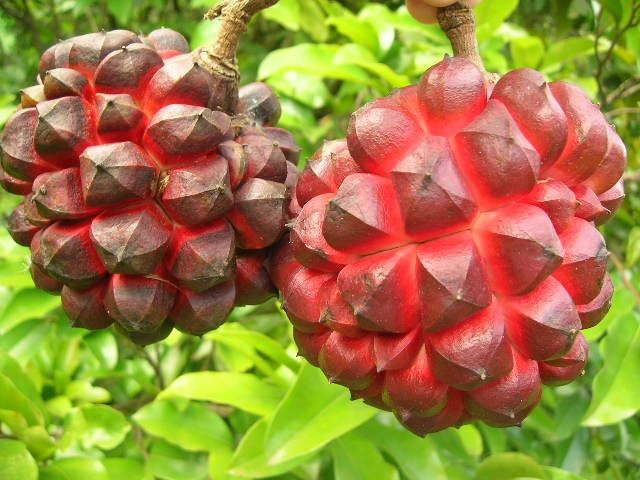
Owoc gatunku D. lanceolata

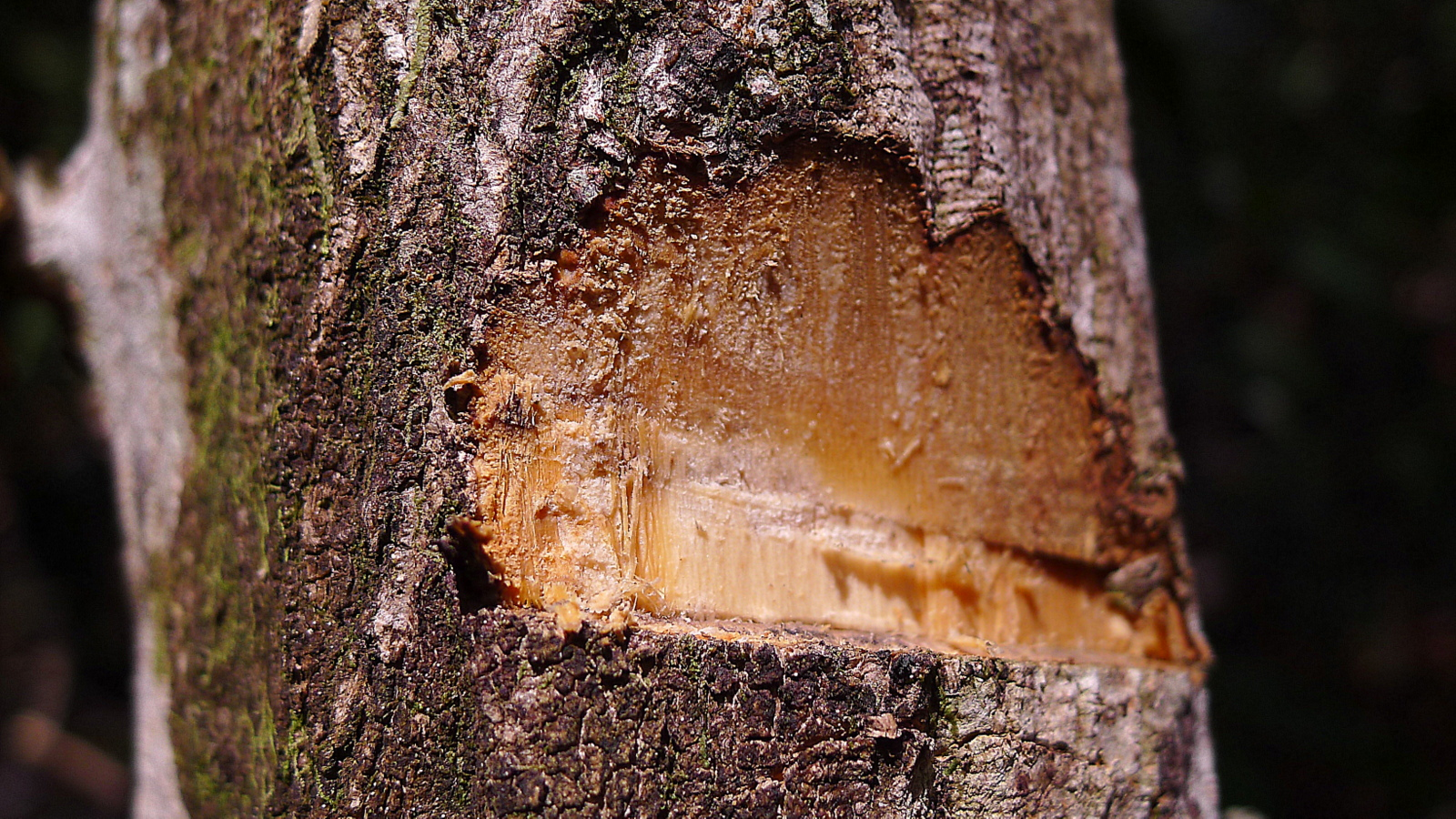
Drewno gatunku D. moricandiana

Pozycja według APweb (aktualizowany system APG III z 2009)
Rodzaj wraz z całą rodziną flaszowcowatych w ramach rzędu magnoliowców wchodzi w skład jednej ze starszych linii rozwojowych okrytonasiennych określanych jako klad magnoliowych.
Lista gatunków
| - Duguetia aberrans Maas - Duguetia amplexifolia R.E.Fr. - Duguetia antioquensis H.León & Maas - Duguetia arenicola Maas - Duguetia argentea (R.E.Fr.) R.E.Fr. - Duguetia aripuanae Maas - Duguetia asterotricha (Diels) R.E.Fr. - Duguetia bahiensis Maas - Duguetia barteri (Benth.) Chatrou - Duguetia cadaverica Huber - Duguetia calycina Benoist - Duguetia caniflora H.León & Maas - Duguetia cauliflora R.E.Fr. - Duguetia chrysea Maas - Duguetia chrysocarpa Maas - Duguetia colombiana Maas - Duguetia confinis (Engl. & Diels) Chatrou - Duguetia confusa Maas - Duguetia decurrens R.E.Fr. - Duguetia dicholepidota Mart. - Duguetia dilabens Chatrou & Repetur - Duguetia dimorphopetala R.E.Fr. - Duguetia duckei R.E.Fr. - Duguetia echinophora R.E.Fr. - Duguetia elliptica R.E.Fr. - Duguetia eximia Diels - Duguetia flagellaris Huber - Duguetia furfuracea (A.St.-Hil.) Saff. - Duguetia gardneriana Mart. - Duguetia gentryi Maas - Duguetia glabriuscula (R.E.Fr.) R.E.Fr. - Duguetia granvilleana Maas - Duguetia guianensis R.E.Fr. - Duguetia hadrantha (Diels) R.E.Fr. - Duguetia inconspicua Sagot - Duguetia lanceolata A.St.-Hil. - Duguetia latifolia R.E.Fr. - Duguetia lepidota (Miq.) Pulle - Duguetia longicuspis Benth. - Duguetia lucida Urb. - Duguetia macrocalyx R.E.Fr. - Duguetia macrophylla R.E.Fr. - Duguetia magnolioidea Maas - Duguetia manausensis Maas & Boon - Duguetia marcgraviana Mart. - Duguetia megalocarpa Maas - Duguetia megalophylla R.E.Fr. | - Duguetia microphylla (R.E.Fr.) R.E.Fr. - Duguetia montana Herzog - Duguetia moricandiana Mart. - Duguetia neglecta Sandwith - Duguetia nitida Maas - Duguetia oblanceolata R.E.Fr. - Duguetia oblongifolia R.E.Fr. - Duguetia odorata (Diels) J.F.Macbr. - Duguetia oligocarpa Maas & J.A.C.Dam - Duguetia panamensis Standl. - Duguetia paraensis R.E.Fr. - Duguetia pauciflora Rusby - Duguetia peruviana (R.E.Fr.) J.F.Macbr. - Duguetia phaeoclados (Mart.) Maas & Rainer - Duguetia pohliana Mart. - Duguetia pycnastera Sandwith - Duguetia quitarensis Benth. - Duguetia restingae Maas - Duguetia reticulata Maas - Duguetia riberensis Aristeg. ex Maas & Boon - Duguetia riedeliana R.E.Fr. - Duguetia rigida R.E.Fr. - Duguetia rionegrensis Zuilen & Maas - Duguetia riparia Huber - Duguetia rotundifolia R.E.Fr. - Duguetia ruboides Maas & He - Duguetia salicifolia R.E.Fr. - Duguetia sancticaroli Maas - Duguetia schulzii Jans.-Jac. - Duguetia scottmorii Maas - Duguetia sessilis (Vell.) Maas - Duguetia sooretamae Maas - Duguetia spixiana Mart. - Duguetia staudtii (Engl. & Diels) Chatrou - Duguetia stelechantha (Diels) R.E.Fr. - Duguetia stenantha R.E.Fr. - Duguetia subcordata Maas & J.A.C.Dam - Duguetia surinamensis R.E.Fr. - Duguetia tenuis R.E.Fr. - Duguetia tobagensis (Urb.) R.E.Fr. - Duguetia trunciflora Maas & A.H.Gentry - Duguetia tuberculata Maas - Duguetia ulei (Diels) R.E.Fr. - Duguetia uniflora (DC.) Mart. - Duguetia vallicola J.F.Macbr. - Duguetia venezuelana R.E.Fr. |

## Zastosowanie
Niektóre gatunki (szczególnie D. quitarensis) służą do produkcji belek.